# Эль-Келаа-де-Срагна
Эль-Ке́лаа-де-Сра́гна (араб. قلعة السراغنة‎) — город в Марокко, расположен в области Марракеш-Тенсифт-Эль-Хауз.

## История
Поселение было основано во времена правления братства Альморавидов. Статус города Эль-Келаа-де-Срагна получил в 17 веке при правлении династии Саадитов.

## Географическое положение
Центр города располагается на высоте 400 метров над уровнем моря.

## Демография
Население города по годам:
| 1982   | 2004   | 2012   |
| ------ | ------ | ------ |
| 33 353 | 68 694 | 83 931 |